# Петнист пикарел
Петнистият пикарел (Spicara maena) е вид бодлоперка от семейство Sparidae. Видът не е застрашен от изчезване.

## Разпространение и местообитание
Разпространен е в Албания, Алжир, Босна и Херцеговина, България, Гибралтар, Грузия, Гърция, Египет, Израел, Испания (Канарски острови), Италия, Кипър, Либия, Ливан, Малта, Мароко, Монако, Португалия (Азорски острови), Румъния, Сирия, Словения, Тунис, Турция, Украйна, Франция, Хърватия и Черна гора.
Обитава пясъчните дъна на океани и морета. Среща се на дълбочина от 1,5 до 130 m, при температура на водата от 14 до 19,7 °C и соленост 37,2 — 38,2 ‰.

## Описание
На дължина достигат до 21 cm.